# Zeynep Kankonde
Zeynep Kankonde (* 3. März 1980 in Eskişehir) ist eine türkische Schauspielerin.

## Leben und Karriere
Zeynep Kankonde wurde am 3. März 1980 in Eskişehir geboren. Sie studierte an der Anadolu-Universität. Von 2004 bis 2015 war sie mit Christian Kankonde verheiratet. Ihr Debüt gab sie 2005 in der Fernsehserie Beşinci Boyut. Danach bekam sie 2016 in dem Film Boşu Bir Yerde die Hauptrolle. Im selben Jahr war sie in dem Film Bir Baba Hindu zu sehen. Anschließend spielte Kankonde 2017 in der Serie Yeni Gelin eine Nebenrolle. 2022 wurde sie für die Serie Seversin gecastet.

## Filmografie (Auswahl)
Filme
- 2016: Bir Baba Hindu
- 2016: Boşu Bir Yerde
- 2016: Dedemin Fişi
- 2016: Görümce
- 2016: Olaylar Olaylar
- 2017: Arif V 216
- 2019: Kim Daha Mutlu

Serien
- 2005: Beşinci Boyut
- 2007–2008: Tek Türkiye
- 2010: Güz Gülleri
- 2012: 2 Yaka Bir İsmail
- 2015: Kiraz Mevsimi
- 2016: Familya
- 2017–2018: Yeni Gelin
- 2022: Seversin
- 2023: Kısmet